# سنيا
تقع بلديّة سْنَيَا في قضاء جزين أحد أقضية محافظة الجنوب هذه المحافظة هي واحدة من ثمان محافظات يتشكل منها لبنان الإداري.

## الموقع والجغرافيا
تبعد سنيَا حوالي 84 كلم (52.1976 مي) عن بيروت عاصمة لبنان. ترتفع حوالي 870 م (2854.47 قدم - 951.432 يارد) عن سطح البحر وتمتد على مساحة تُقدَّر بـ 282 هكتاراً (2.82 كلم²- 1.08852 مي²).

## البلدية
سنيَا بلديّة تتمتّع بمجلسٍ بلديّ من 7 عضو، يتمّ انتخابهم لمدّة ستّ سنوات من خلال الاقتراع العام المباشر، (مرجع: سير الأعمال في المجلس البلديّ). تتمتّع بلديّة العبّوديّة باستقلاليّة ماليّة وإداريّة ولكنّها تبقى تحت إشراف السلطة المركزيّة.

## السكان
تبعا لبعض التقديرات يسكن مدينة سنيَا 255 نسمة. خلال الانتخابات الأخيرة التي جرت عام. 2004، بينت اللوائح عدد المسجلين فيها : 547 ناخبا، شارك منهم 341.